# Constancio Bernardo

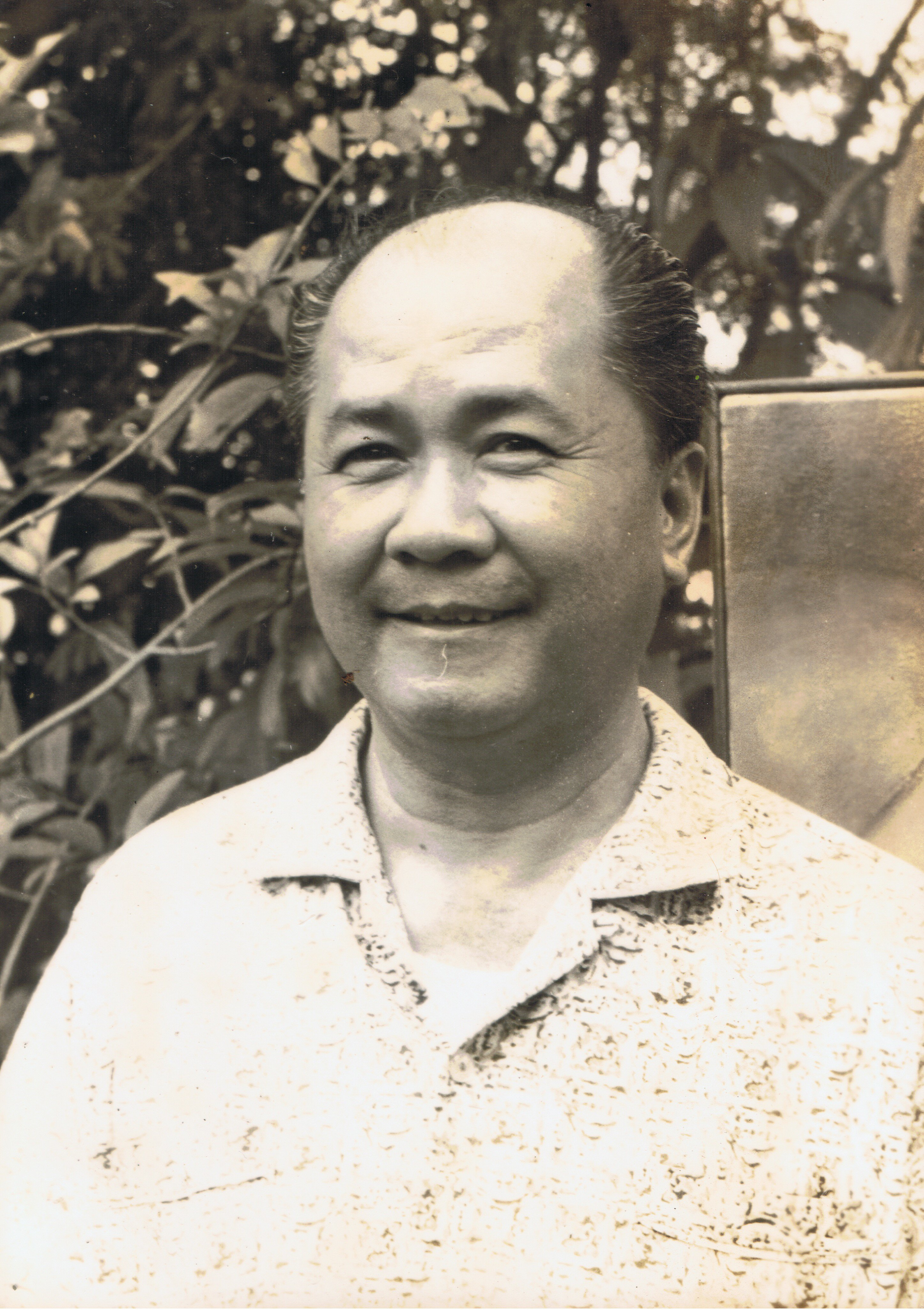
Constancio Bernardo in 1969

Constancio Bernardo (Obando, 22 december 1913 - Quezon City, 8 augustus 2003) was een Filipijns modernistisch kunstschilder.

## Biografie
Constancio Bernarco werd geboren op 22 december 1913 in Obando in de provincie Bulacan. Hij studeerde van 1937 tot 1941 en van 1947 tot 1948 schone kunsten aan de University of the Philippines, waar hij onder meer les kreeg van Fernando Amorsolo en zijn broer Pablo Amorsolo. Na het behalen van zijn bachelordiploma vertrok hij naar de Verenigde Staten, waar met een Fullbrightbeurs aan Yale studeerde. Daar behaalde hij in 1951 zijn bachelor- en in 1952 zijn masterdiploma. Na terugkeer in de Filipijnen was hij tot 1978 werkzaam als docent en later als universitair hoofddocent en assistent-decaan aan de University of the Philippines.
Naast zijn werk als docent was Bernardo actief als kunstschilder. Hij behoorde tot de tweede golf van modernistische kunstenaars met onder meer H. R. Ocampo, Vicente Manansala en Carlos Francisco. Bernardo schilderde met name abstracte kunstwerken en hield al in 1953 zijn eerste individuele expositie op de UP. Later volgden exposities in 1956, 1958, 1971 en 1973. In 1978 organiseerde het Museum of Philippine Art (MOPA) een overzichtstentoonstelling van zijn gehele carrière. Hoewel Bernardo al vroeg in zijn carrière door kunstcritici en andere kunstschilders werd geprezen, bleef erkenning en bekendheid bij het grotere publiek uit. Zo werd hij in tegenstelling tot zijn modernistische tijdgenoten Ocampo, Manasala en Francisco niet tot nationaal kunstenaar van de Filipijnen benoemd.
Bernardo overleed in 2003 op 89-jarige leeftijd in het Philippine Lung Center aan de gevolgen van een longontsteking. Hij was getrouwd met Nieves de Guzman en kreeg met haar twee zonen.